# Andrejs Prohorenkovs
Andrejs Prohorenkovs (5. února 1977 Ogre – 1. května 2025) byl lotyšský fotbalista.

## Fotbalová kariéra
Na klubové úrovní hrál v Lotyšsku za Skonto FC, FK Liepāja, FK Jūrnieks, v Polsku za Hutnik Warszawa, Czuwaj Przemyśl, Ceramiku Opoczno, Odru Opole a Górnik Zabrze, v Izraeli za Maccabi Kiryat Gat FC a Maccabi Tel Aviv FC, v Rusku za FK Dynamo Moskva, v Lotyšsku za FK Jūrmala, ve Španělsku za Racing Club de Ferrol, v Řecku za Ionikos Nikaias a v Lotyšsku za FK Liepājas Metalurgs a FK Ogre. V evropských pohárech nastoupil ve 13 utkáních a dal 2 góly. Za lotyšskou reprezentaci nastoupil v letech 2002-2007 ve 32 utkáních a dal 4 góly. Byl členem lotyšské reprezentace na Mistrovství Evropy ve fotbale 2004, nastoupil ve všech 3 utkáních.

## Ligová bilance
| Ročník                      | Zápasy | Góly | Klub                  |
| --------------------------- | ------ | ---- | --------------------- |
| 1. lotyšská liga 1994       | 20     | 1    | Skonto FC             |
| 2. lotyšská liga 1995       | 8      | 0    | FK Liepāja            |
| 1. lotyšská liga 1996       | 25     | 2    | FK Jūrnieks           |
| 2. polská liga 1997/1998    | 16     | 6    | Czuwaj Przemyśl       |
| 2. polská liga 1998/1999    | 22     | 4    | Ceramika Opoczno      |
| 2. polská liga 1999/2000    | 22     | 1    | Odra Opole            |
| 1. polská liga 2000/2001    | 12     | 1    | Górnik Zabrze         |
| 1. izraelská liga 2001/2002 | 26     | 7    | Maccabi Kiryat Gat FC |
| 1. izraelská liga 2002/2003 | 30     | 10   | Maccabi Tel Aviv FC   |
| 1. izraelská liga 2003/2004 | 15     | 4    | Maccabi Tel Aviv FC   |
| Ruská Premier Liga 2004     | 4      | 0    | FK Dynamo Moskva      |
| 1. izraelská liga 2004/2005 | 16     | 2    | Maccabi Tel Aviv FC   |
| Ruská Premier Liga 2005     | 1      | 0    | FK Dynamo Moskva      |
| 1. lotyšská liga 2006       | 9      | 3    | FK Jūrmala            |
| 2. řecká liga 2007/2008     | 15     | 3    | Ionikos Nikaias       |
| 1. lotyšská liga 2008       | 7      | 2    | FK Liepājas Metalurgs |
| 1. lotyšská liga 2009       | 29     | 6    | FK Liepājas Metalurgs |
| 1. lotyšská liga 2010       | 12     | 2    | FK Liepājas Metalurgs |
| 1. lotyšská liga 2011       | 29     | 3    | FK Liepājas Metalurgs |
| 1. lotyšská liga 2012       | 15     | 1    | FK Liepājas Metalurgs |
| 1. lotyšská liga 2013       | 9      | 0    | FK Liepājas Metalurgs |
| 1. lotyšská liga 2013       | 14     | 0    | FK Jūrmala            |
| 2. lotyšská liga 2014       | -      | -    | FK Ogre               |
| 2. lotyšská liga 2015       | 8      | 0    | FK Ogre               |
| 2. lotyšská liga 2016       | -      | -    | FK Ogre               |
| CELKEM Ruská Premier Liga   | 5      | 0    |                       |
| CELKEM 1. izraelská liga    | 77     | 23   |                       |
| CELKEM 1. polská liga       | 12     | 1    |                       |
| CELKEM 1. lotyšská liga     | 169    | 20   |                       |